# Kedinding
Kedinding is een bestuurslaag in het regentschap Sidoarjo van de provincie Oost-Java, Indonesië. Kedinding telt 2613 inwoners (volkstelling 2010).